# Şerbetpınarı, Kocaali
Şerbetpınarı là một xã thuộc huyện Kocaali, tỉnh Sakarya, Thổ Nhĩ Kỳ. Dân số thời điểm năm 2008 là 686 người.